# Barrage de Zernek
Le barrage de Zernek est un barrage de Turquie. 

## Sources
- (tr) « Zernek Barajı », sur Agence gouvernementale turque des travaux hydrauliques (DSİ)